# Pygmalion (pjäs)
Pygmalion är en pjäs av George Bernard Shaw. Pjäsen uppfördes första gången i Wien 1913 på tyska och hade premiär på originalspråket engelska 1914. Pjäsen handlar om hur professorn Henry Higgins lär underklassflickan Eliza Doolittle att tala och bete sig som en societetsdam. Den filmatiserades  1938 och var grunden till den populära musikalen My Fair Lady och en filmatisering av denna. 

## Handling
Eliza Doolittle plockas upp av språkprofessorn Henry Higgins, som föresätter sig till att förvandla blomsterförsäljerskan Doolittle till en dam. Han till och med slår vad med sin nära vän att hon kommer att göra succé i Londons societetsliv.
Doolittle är läraktig och drömmer om att få gå från att sälja blommor på gatan till att arbeta i en blomsteraffär. Hennes slangfyllda språk är ett hinder för hennes jobbplaner, men med professor Higgins som lärare lär hon sig vackert språk och goda maner.
Till slut gör Doolittle, helt enligt Higgins förutsägelse, succé i societetslivet. Därpå blir hon dock riktigt arg över att hennes "förvandling" bara var del av en vadslagning. Doolittle hade en tro på att hon betydde mer för Higgins, även om hon inte önskade gifta sig med honom.
Pjäsen är uppdelad i fem akter. I tur och ordning möter professor Higgins och överste Pickering Eliza Doolittle, utförs en vadslagning, möter språk- och uppförandestudenten Doolittle utmaningar, vinner Higgins sitt vad respektive förlorar Higgins sin makt över Doolittle.

## Teman
Shaws pjäs visar fram både klasskillnader och andra orättvisor som kvinnor i högre utsträckning drabbas av. Pjäsen visar också att lite mer pengar inte löser alla problem, och att en persons klasstillhörighet inte utan vidare kan tas ifrån henne.
Enligt vissa kan Shaws berättelse tolkas utifrån ett feministiskt perspektiv, som ett porträtt av en kvinna som inte vill underkasta sig trots rangskillnaden gentemot sin "läromästare". Historien kan också ses som en bild av hur män alltid velat omvandla kvinnor till makor som passat att visa upp, mödrar med lämpliga kvalifikationer och dessutom till "mjuka madrasser".
Rollfiguren Eliza Doolittle kan även jämföras med andra varelser som blir omformade i en brutal samhällshierarki. Både Kaspar Hauser och Frankensteins monster har nämnts som jämförelser. Historien har även setts som en realistisk omtolkning av Askungen-sagan, en arketypisk berättelse om en "dam i nöd" med en skurk och en räddande hjälte. I dessa sagor förblir flickan/kvinnan som räddas en utsatt och passiv individ utan kraft att delta i sin egen räddning.

## Produktion och mottagande

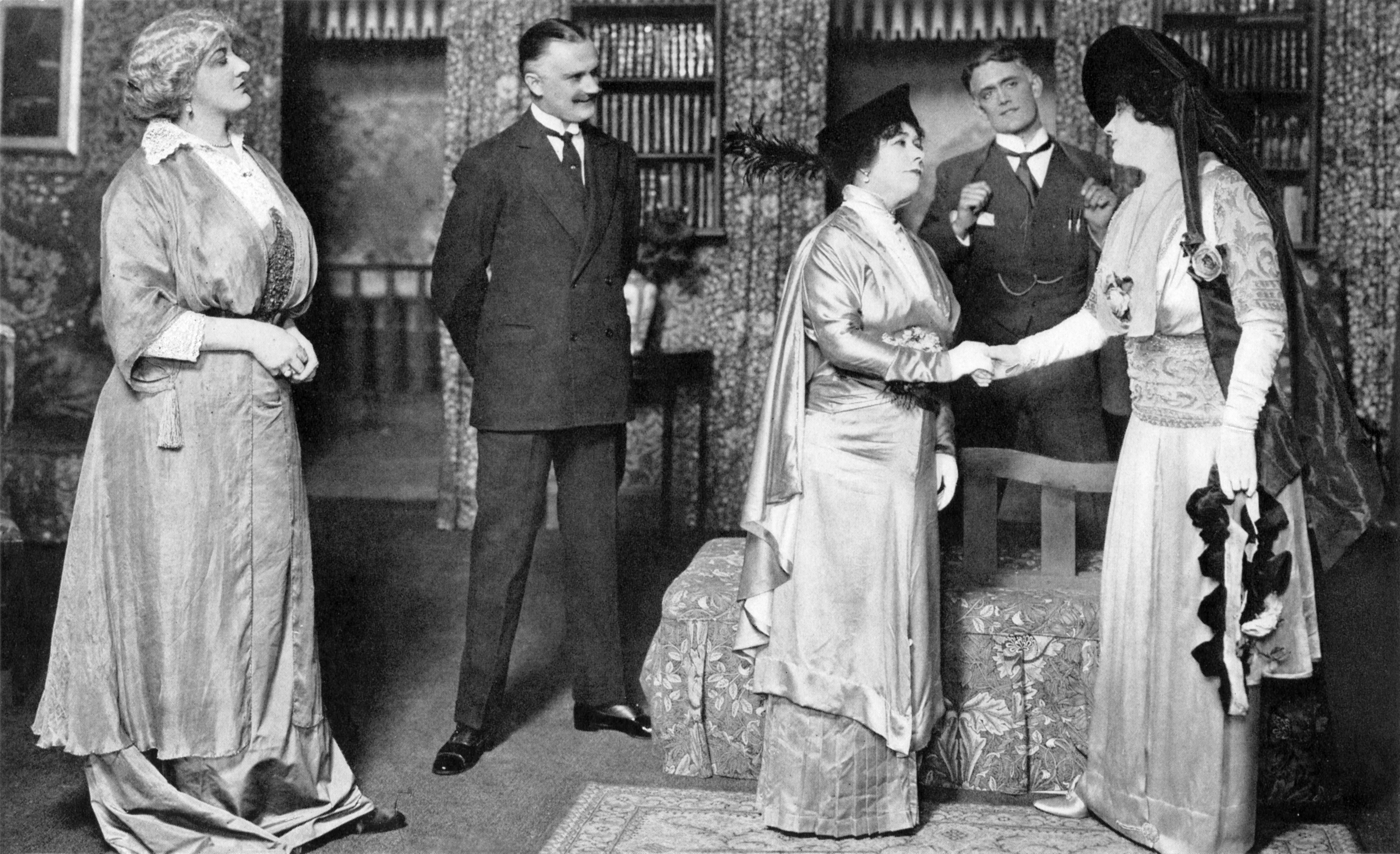
Bild från Broadway-uppsättningen 1914 av pjäsen, med Mrs. Patrick Campbell i rollen som "Eliza Doolittle" längst till höger.

Shaws pjäs är en av hans samhällskritiska komedier från tidigt 1900-tal. Den skrevs 1912, uruppfördes på tyska 1913 och på originalspråket engelska året därpå. Pjäsen trycktes i skrift första gången 1916, Androcles and the Lion. Rollen som "Eliza Doolittle" skrevs direkt för Beatrice Stella Campbell, som besatte rollen vid originaluppsättningen på engelska 1914.
Redan i sin ursprungsversion var pjäsen en framgång. Detta förstärktes genom den senare bearbetningen som musikalen My Fair Lady.
Shaw skrev en fortsättning på pjäsen. Där berättas vad som hände efter pjäsens slut, där Doolittle får sin kärlek – dock inte i form av Higgins utan av en yngre och mindre välbärgad man.
I en svensk uppsättning på Dramaten porträtterades Eliza Doolittle som en ung kvinna med invandrarbakgrund.

## Bakgrund och bearbetningar
I den grekiska mytologin var Pygmalion en bildhuggare som förälskade sig i en av sina kvinnostatyer, en skulptur av elfenben – Galatea – som Afrodite skänkte liv. Sagan återberättades av Ovidius i dennes Metamorfoser (där har Afrodite bytts ut mot Venus) och behandlades både av Jean-Jacques Rousseau och olika tyska poeter under romantiken. För dessa författare fungerade Pygmalion som symbol för en sorts romantisk älskare, vars kraftfulla åtrå skulle kunna generera en idealets skönhet.
Senare har temat tagits upp i ett antal pjäser, filmer och berättelser i andra medier. Detta inkluderar Hollywood-filmerna Pretty Woman och She's All That. 1938 filmatiserades Shaws pjäs med Leslie Howard och Wendy Hiller i huvudrollerna, och senare gjordes historien om till musikalen My Fair Lady (vilken också den filmatiserats).